# Свакопмундський маяк
Свакопмундський маяк (англ. Swakopmund Lighthouse; афр. Swakopmundvuurtoring) — маяк у Свакопмунді на березі Атлантичного океану в Намібії.
Маяк ввели в експлуатацію в 1903 році. Збудований у вигляді вежі заввишки 28 метрів, кам’яно-бетонної циліндричної форми. Пофарбований червоно-білою стрічкою. Спочатку маяк був лише на третину нижчим за висоту, ніж зараз, і його довелося підняти після того, як місто розширилося настільки, що його більше не було видно для суден. У 1980 році маяк електрифіковано. Нинішній будиночок із ліхтарем і поворотне світло встановлено у 1982 році, а флюгер із нержавіючої сталі – у березні 1983 року.

## Галерея

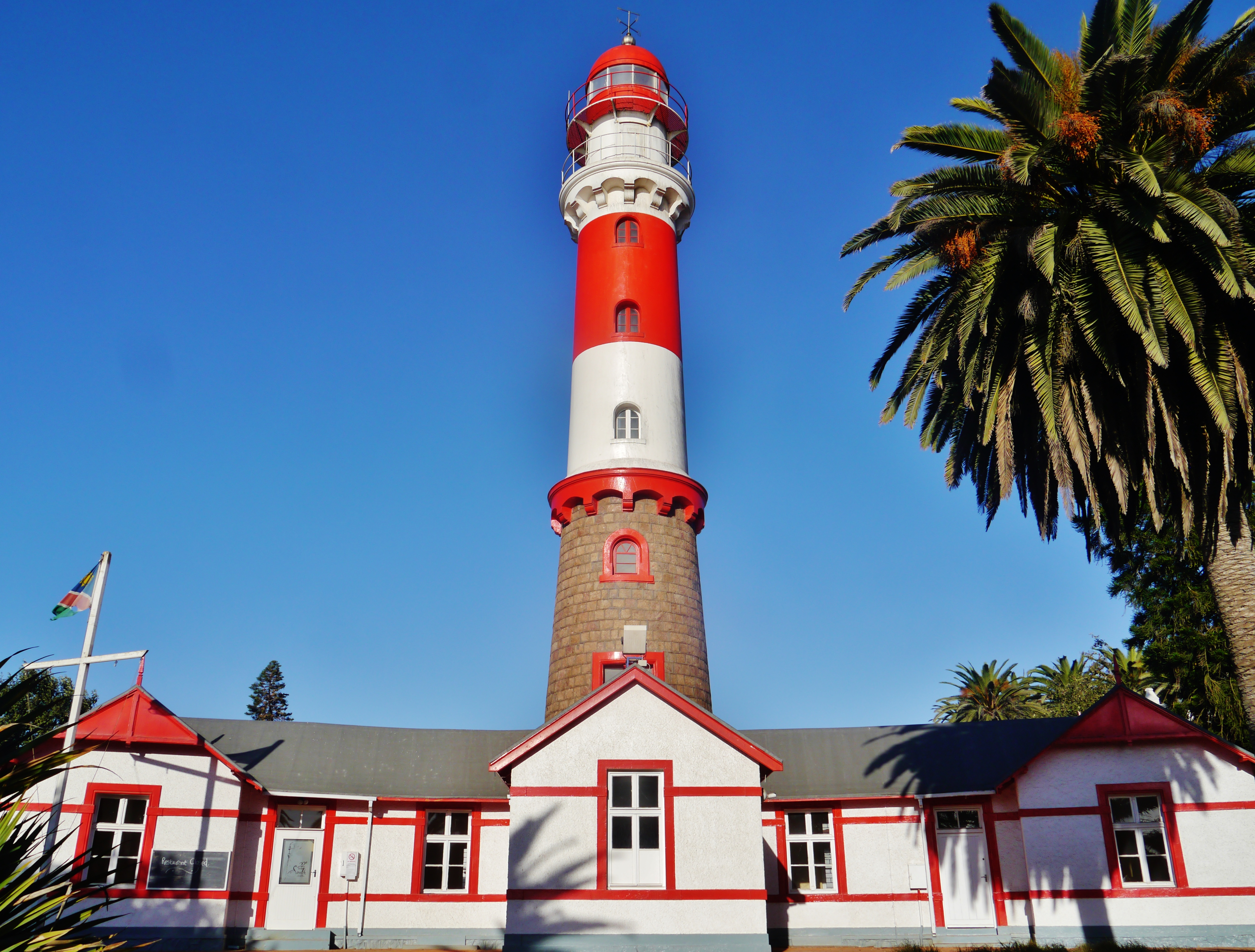
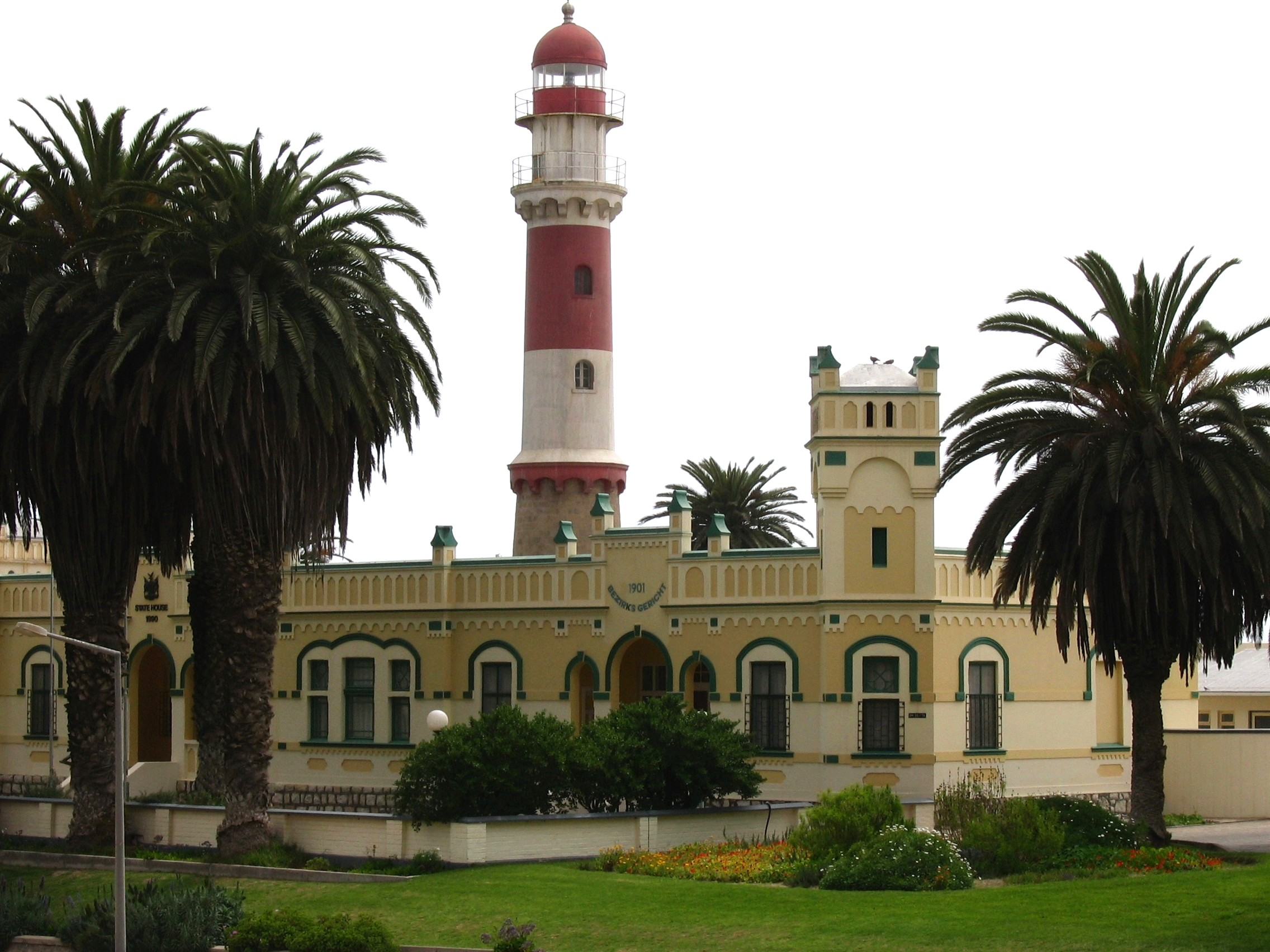
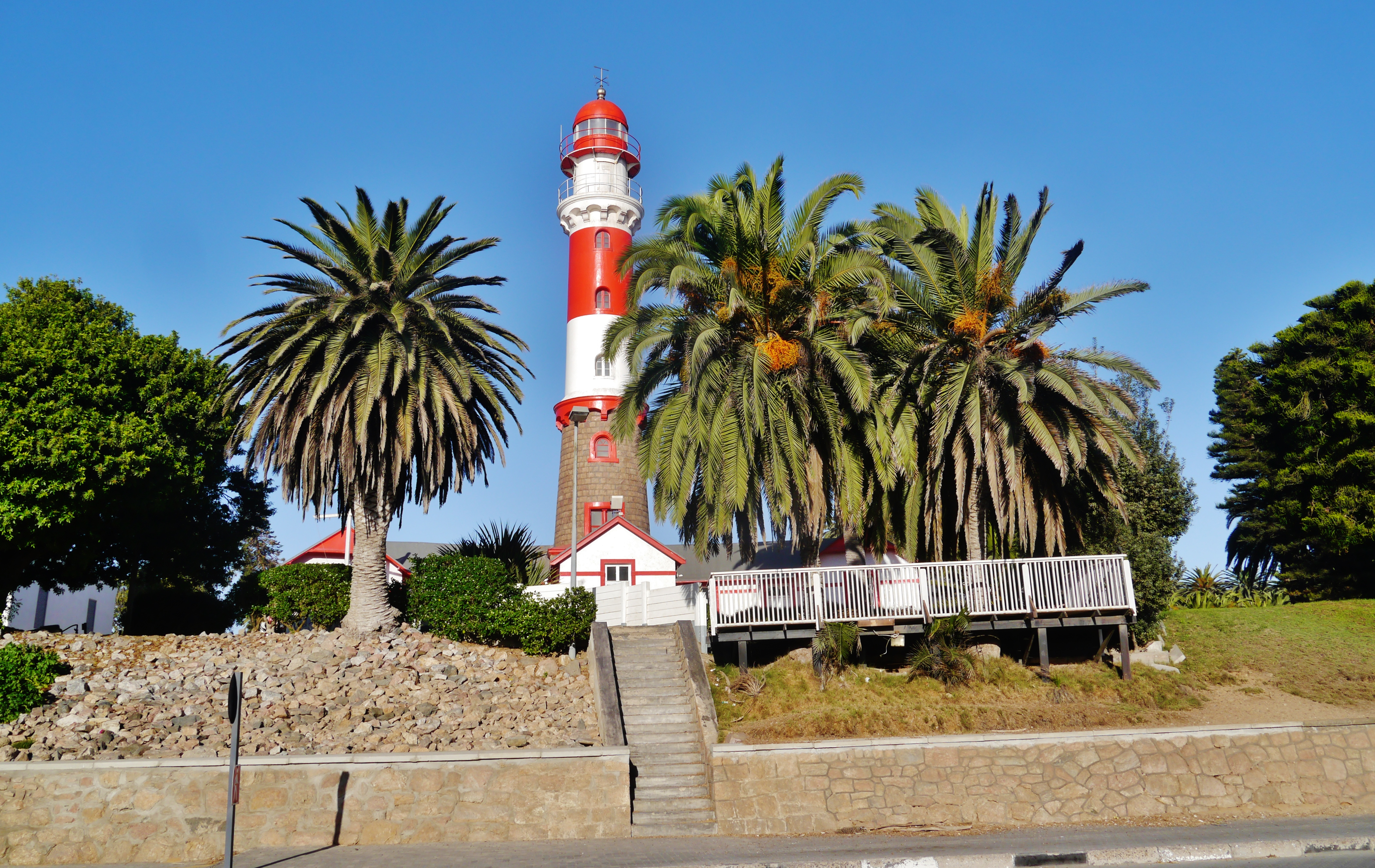
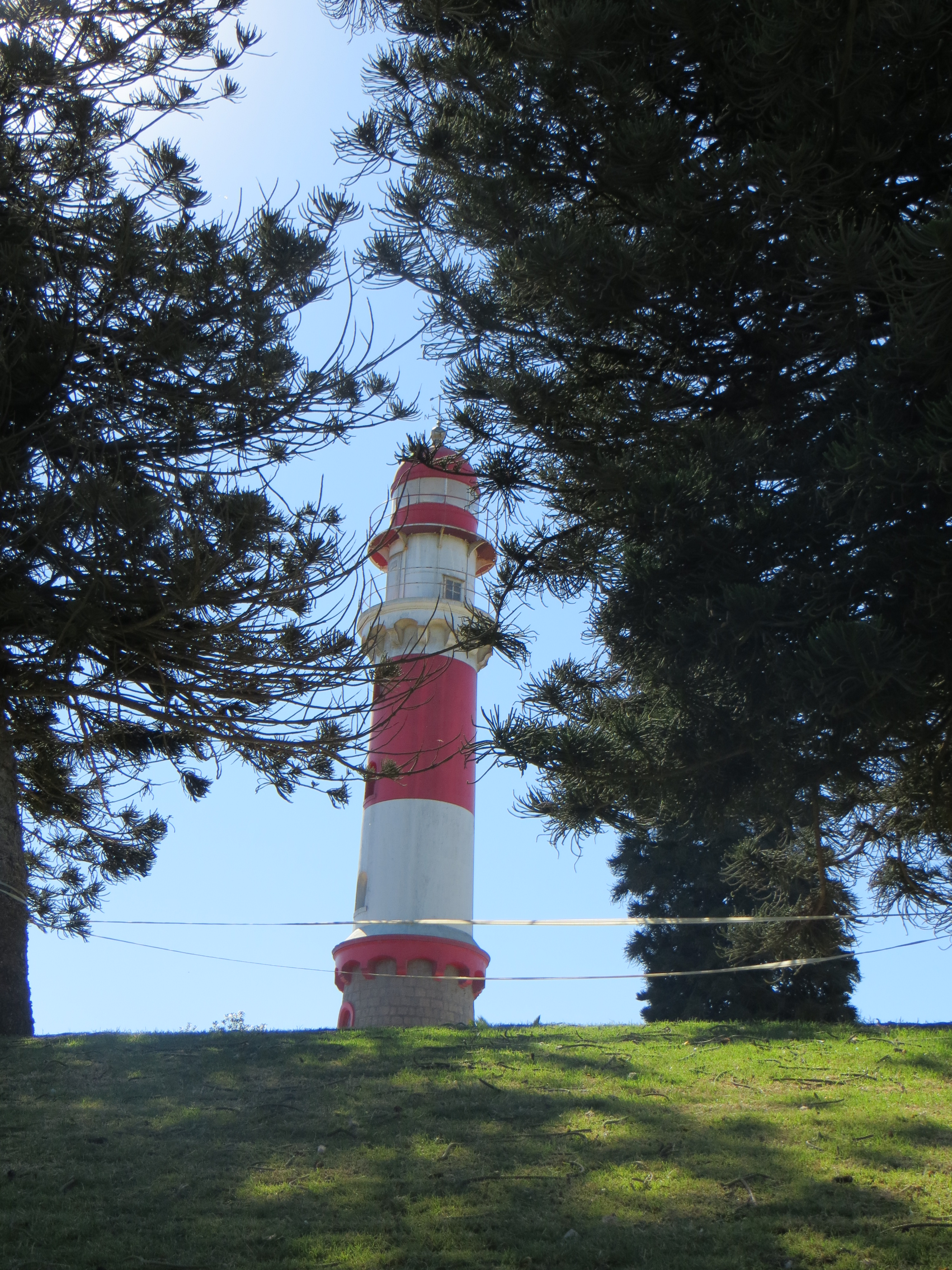
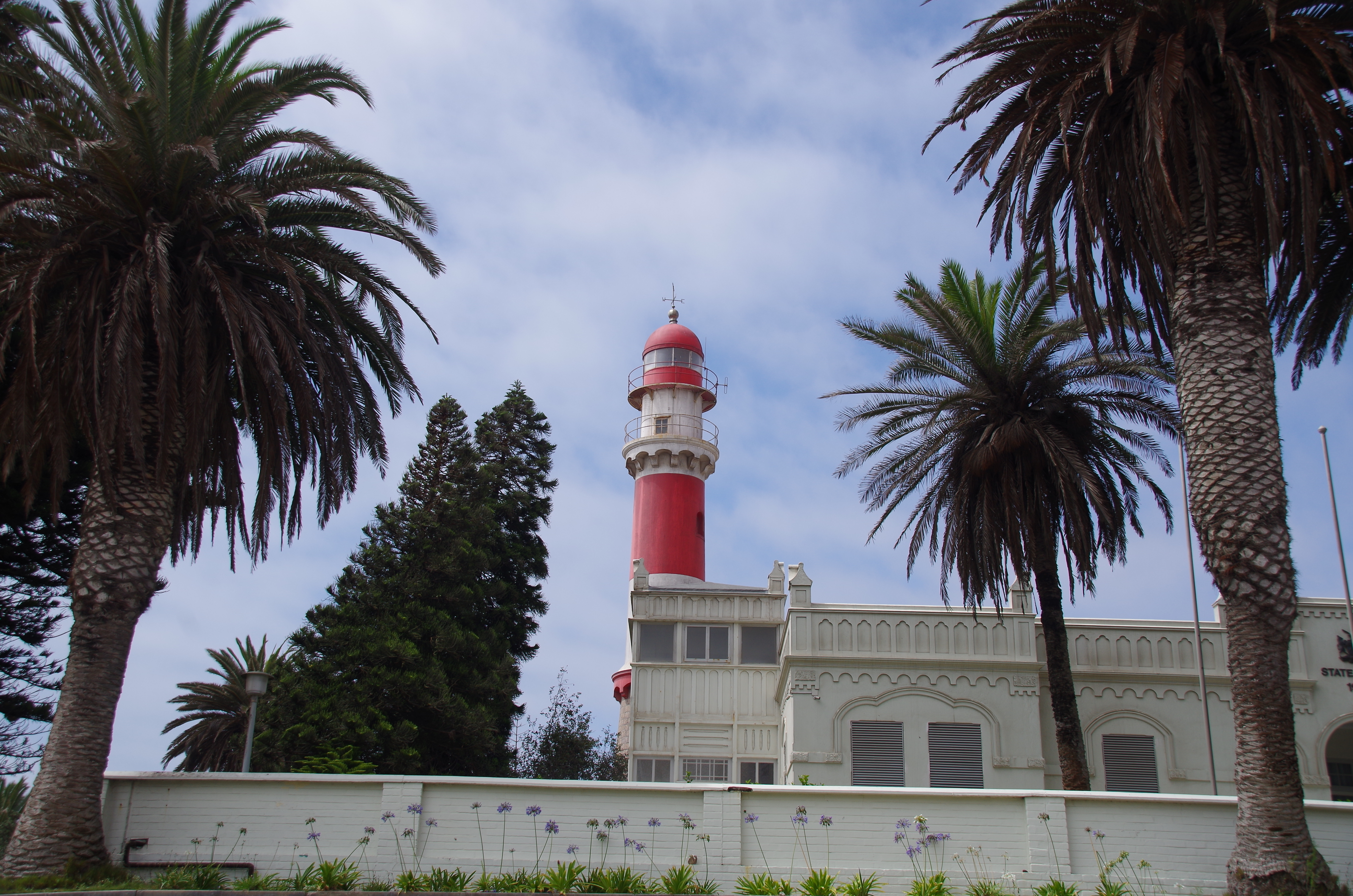